# Embryo

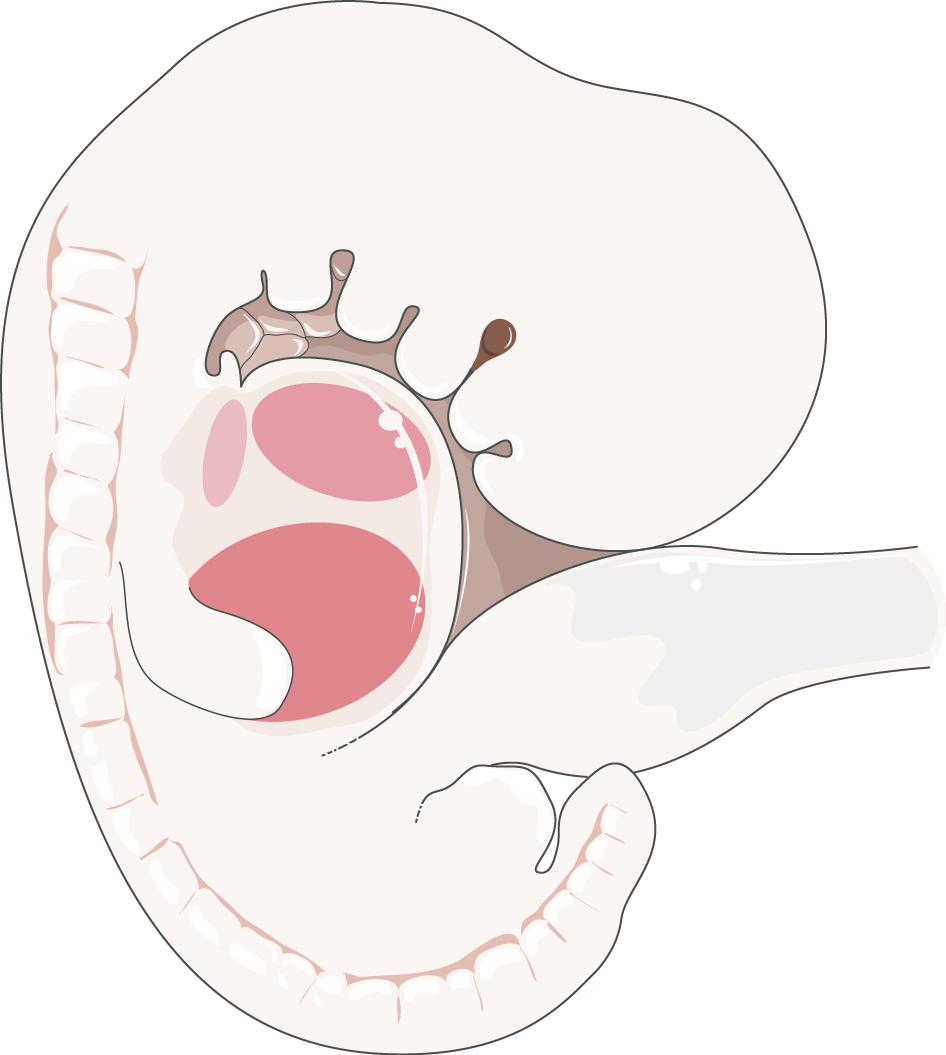
Utvecklingen av ett embryo

Embryo är de tidiga anlagen till ett djur eller en växt.
Hos däggdjur brukar man kalla det ett embryo från att ägget har befruktas till dess att man kan se armar och ben, efter detta kallas det foster. 
Hos människor sker övergången från embryo till foster cirka 8–9 veckor efter befruktningen. Ibland kallar man det inte ett embryo under den tidigaste utvecklingen utan först 2 veckor efter befruktningen.
År 2023 lyckades israeliska forskare skapa den första konstgjorda funktionerande embryomodellen. 

## Embryo hos djur

### Människan
Under embryots tidiga utveckling (dag 16) sker en uppdelning i de tre groddbladen ektoderm, mesoderm och endoderm. 
De två celltyperna epiblaster och hypoblaster befinner sig centralt i embryot. Delar av epiblasterna kommer att genomgå en mesenkymal transition varvid de ändrar karaktär och börjar vandra in och fylla ut ett utrymme mellan epiblasterna och hypoblasterna. Detta medför att tre lager av olika karaktär bildas. Dessa kommer senare att ge upphov till olika celltyper i fostret. Endodermet blir de epiteliala delarna av till exempel: trachea, bronkerna, lungorna, lever, urinblåsan osv. Mesodermet blir allt som kan betraktas som bindväv såsom muskler och ben och ektoderm blir hud, ögats lins, nerver m.m.

## Embryo hos växter
Hos växter, framförallt hos fröväxter, kallas embryot ofta för grodd. Hos fröväxterna återfinns embryot (grodden) i fröet, hos angiospermerna vanligen omgivet av näringsrikt endosperm (frövita).